# Agostino Cusani (1655-1730)
Agostino Cusani (Milão, 20 de outubro de 1655 - Milão, 27 de dezembro de 1730) foi um cardeal do século XVIII

## Biografia
Nasceu em Milão em 20 de outubro de 1655. Da família do marquês de Somma. Terceiro filho de Ottavio Cusani e Margherita Biglia. Outro cardeal da família foi Agostino Cusani (1588).
Frequentou a Universidade de Pavia, onde se doutorou in utroque iure , tanto em direito canónico como em direito civil.
Foi ordenado em 2 de agosto de 1682. Entrou na prelatura romana em 1685 como protonotário participativo apostólico . Comissário de Saúde no pontificado do Papa Inocêncio XI; sua principal tarefa era evitar a penetração em Roma da peste que afetava o reino de Nápoles. Relator da SC do Bom Governo no pontificado do Papa Alexandre VIII. Presidente da Câmara Apostólica, 5 de janeiro de 1694. Clérigo da Câmara Apostólica, 20 de setembro de 1695.
Eleito arcebispo titular de Amasea, em 2 de abril de 1696. Consagrado em 23 de abril de 1696, igreja de S. Carlo al Corso, Roma, pelo cardeal Ferdinando d'Adda, auxiliado por Sperello Sperelli, bispo de Terni, e por Domenico Diez de Aux , bispo de Gerace. Núncio em Veneza, 26 de abril de 1696. Assistente do Trono Pontifício, 5 de maio de 1696. Núncio na França, 22 de maio de 1706. Transferido para a sé de Pavia, com título pessoal de arcebispo, em 14 de outubro de 1711. Escapou de uma tentativa sobre sua vida em sua chegada a Pavia.
Criado cardeal sacerdote no consistório de 18 de maio de 1712; recebeu o gorro vermelho e o título de S. Maria del Popolo, em 30 de janeiro de 1713. Legado em Bolonha, em 16 de abril de 1714. Participou do conclave de 1721, que elegeu o Papa Inocêncio XIII. Participou do conclave de 1724, que elegeu o Papa Bento XIII. Renunciou ao governo da diocese, em 12 de julho de 1724, e retirou-se para Milão. Não participou do conclave de 1730, que elegeu o Papa Clemente XII.
Morreu em Milão em 27 de dezembro de 1730. Exposto e enterrado na igreja dos monges de S. Prassede, Milão, no túmulo de seus antepassados.